# Bethany Joy Lenz
Bethany Joy Lenz, (Hollywood, 2 de abril de 1981), é uma atriz, cantora e compositora norte-americana, mais conhecida pelo papel de Haley James Scott, da série One Tree Hill.

## Biografia
Antes de ser escalada para One Tree Hill, em 2003, Bethany fez diversos musicais no teatro, com destaque para Annie, The Wizard of Oz, Gypsy (musical) e Cinderella. Após mudar-se do Texas para Nova York, a atriz interpretou Michelle Bauer Santos em The Guiding Light, uma produção da CBS.
Ao término de seu contrato de dois anos, ela foi para Los Angeles e participou das séries Charmed, Felicity e The Guardian. Bethany também participou das produções teatrais The Outsiders, dirigida por Arthur Allan Sidelman; e Happy Days, com direção de Garry Marshall, em que viveu a personagem Pinky Tuscadero.
Exímia cantora, tendo estudado com Richard Barrett, diretor da Brooklyn College of Opera, em Nova York, e Eric Vetro, um professor vocal de grande renome em Los Angeles. Bethany gravou um álbum para a Epic Records, da Sony BMG, que foi lançado no início de 2006.
Em 2002, gravou o piloto de One Tree Hill, que foi aprovado em 2003 pela The WB. Em 2006, o canal se fundiu com a UPN e a série foi transnferida para a The CW. No seriado, Bethany vive a personagem Haley James Scott, a melhor amiga de Lucas Scott, que no final da primeira temporada casa-se com Nathan Scott, meio-irmão de seu melhor amigo. Cantora e compositora assim como a atriz, Haley viaja em turnê pelos Estados Unidos em algumas temporadas e tem seus sonhos postos de lado quando fica grávida e, em seguida, vai para faculdade de letras. Na 5ª temporada, Haley dá aulas de inglês na escola em que ela e seus amigos estudaram, Tree Hill High.
Bethany e James, seu parceiro, já concorreram a vários prêmios juntos, e são apontados por muitos fãs como o melhor casal (entre muitos) do seriado.
A série, que no início não era um projeto tão ambicioso, atingiu em 2012 a marca de 187 episódios, concluídos em 9 temporadas, numa média de 2 milhões de espectadores por episódio. O series finale ao ar dia 13 de abril de 2012. Ela também é a única personagem do núcleo feminino que participou de todos os episódios da série.
Na época da série, participou também do grupo de folk, Everly, com Amber Sweeney. O Grupo já lançou dois EP's, Mission Bell e Fireside. Hoje o grupo não existe mais.

## Vida pessoal
Bethany foi casada com Michael Galeotti, membro da banda Enation. Uma das músicas mais conhecidas da cantora "Feel This" foi gravada em parceria com a banda de seu ex-marido e composta por um dos membros.
Em 23 de fevereiro de 2011, Bethany deu à luz sua primeira filha, Maria Rose, fruto do seu relacionamento com Michael.
No dia 19 de março de 2012, Bethany anunciou em seu site pessoal que estava se divorciando de Michael, após sete anos de casamento.

## Filmografia
| Ano  | Filme                      | Personagem      |
| ---- | -------------------------- | --------------- |
| 2020 | Five Star Christmas        | Lucy Ralston    |
| 2020 | A Valentine's Match        | Natalie Simmons |
| 2020 | Just My Type               | Vanessa Sills   |
| 2019 | Bottled With Love          | Abbey Lawrence  |
| 2018 | Royal Matchmaker           | Kate            |
| 2018 | Poinsettias for Christmas  | Ellie Palmer    |
| 2017 | Snowed Inn Christmas       | Jenna Hudson    |
| 2014 | The Christmas Secret       | Chiristine      |
| 2004 | Bring It On Again          | Marni           |
| 1997 | To Kill a Mockingbird      | Scout           |
| 1996 | Thinner                    | Linda Halleck   |
| 1996 | I Love You, I Love You Not | Não creditada   |

## Televisão
| Ano       | Série                          | Personagem            | Episódios                                                          |
| --------- | ------------------------------ | --------------------- | ------------------------------------------------------------------ |
| 1998-2000 | The Guiding Light              | Michelle Bauer Santos | 43 episódios                                                       |
| 2001      | Off Centre                     | Heather               | 1.02: "Feeling Shellfish"                                          |
| 2001      | Charmed                        | Lady Julia            | 4.06: "A Knight to Remember"                                       |
| 2001      | Felicity                       | Gretchen              | 4.06: "Oops...Noel Did It Again"                                   |
| 2002      | The Legacy                     | Jess                  | Não creditada                                                      |
| 2002      | Maybe It's Me                  | Uma vendedora         | 1.10: "The Romeo & Juliet Episode"                                 |
| 2003      | The Guardian                   | Claire Stasiak        | 2 episódios (2.18: "My Aim Is True", 2.20: "What It Means to You") |
| 2003-2012 | One Tree Hill                  | Haley James Scott     | 184 episódios                                                      |
| 2010      | Life Unexpected                | Haley James Scott     | 2.05: "Music Faced" crossover com One Tree Hill                    |
| 2013      | Men at Work                    | Meg                   | 2.06: "Tyler the Pioneer"                                          |
| 2013      | Dexter                         | Cassie Jollenston     | Tempora 8 - Episódios: 4 ao 8                                      |
| 2013      | CSI: Crime Scene Investigation | Darcy Blaine          | 14.05: "Frame by Frame"                                            |
| 2013      | Sock Monkey Therapy            | Holly                 | 1.07: "Holly"                                                      |
| 2014      | Songbyrd                       | Lauren Byrd           | Elenco principal                                                   |
| 2016      | Agents of S.H.I.E.L.D.         | Filha de Malick       | 3.13: "Parting Shot"                                               |
| 2018      | Grey's Anatomy                 | Jenny                 |                                                                    |

## Premiações
| Ano  | Grupo                    | Prêmio                                                                           | Resultado | Notas         |
| ---- | ------------------------ | -------------------------------------------------------------------------------- | --------- | ------------- |
| 1998 | SOW Year In Review       | Best Recycling of An Actress: Michelle Bauer Santos                              | Venceu    | Guiding Light |
| 1998 | SOW Year In Review       | Find of The Year: Reva Shayne                                                    | Venceu    | Guiding Light |
| 1999 | Soap Suds Awards         | Favorite Newcomer: Female as Michelle Bauer Santos                               | Venceu    | Guiding Light |
| 2000 | Soap Opera Digest Awards | Favorite Couple for "The Guiding Light" (1952) Shared with: Paul Anthony Stewart | Indicada  | Guiding Light |
| 2004 | Teen Choice Awards       | Choice Breakout TV Star Female: for "One Tree Hill" (2003)                       | Indicada  | One Tree Hill |
| 2004 | Teen Choice Awards       | Choice Fresh Face Female for: "One Tree Hill" (2003)                             | Indicada  | One Tree Hill |
| 2004 | Teen Choice Awards       | Choice TV Sidekick for: "One Tree Hill" (2003)                                   | Indicada  | One Tree Hill |
| 2007 | Santa Cruz Film Festival | Best Soundtrack for: Ten Inch Hero (2007)                                        | Venceu    | Ten Inch Hero |
| 2010 | Teen Choice Awards       | ChoScene Stealer Female for: "One Tree Hill"                                     | Indicada  | One Tree Hill |
| 2010 | Teen Choice Awards       | Choice Parental Unit for: "One Tree Hill" (with James Lafferty)                  | Indicada  | One Tree Hill |

## Discografia
A seguir está uma lista de álbuns e músicas de Bethany Joy Lenz que foram gravados.

### Álbuns
| Ano  | Título            | Gravadora                                  | Notas                                                     |
| ---- | ----------------- | ------------------------------------------ | --------------------------------------------------------- |
| 2002 | Preincarnate      | Edição limitada por gravadora independente | Não está disponível para compra                           |
| 2005 | Come On Home      | Edição limitada por gravadora independente | Não está disponível para compra                           |
| 2006 | The Starter Kit   | Epic Records                               | Indisponível                                              |
| 2012 | Then Slowly Grows | Gravação independente                      | Primeiro lançamento no the Rock the Schools Concert       |
| 2013 | Your Woman        | Victrola Records                           | Primeiro lançamento na convenção de One Tree Hill em 2013 |

### EPs
| Ano  | Título                    | Gravadora              | Notas                             |
| ---- | ------------------------- | ---------------------- | --------------------------------- |
| 2008 | Mission Bell              | Hilasterion Records    | Lançado por Everly                |
| 2009 | Fireside                  | Hilasterion Records    | Lançado por Everly                |
| 2010 | B Tracks: Vol. 3          | Hilasterion Records    | Lançado por Everly                |
| 2010 | B Tracks: Full Collection | Hilasterion Records    | Lançado por Everly                |
| 2014 | Get Back to Gold          | Imagine Music          | Lançado por Joy                   |
| 2015 | It's Christmas            | Gravadora Independente | Lançado por Joy Lenz & The Fellas |
| 2020 | Snow                      | Poets Road Records     | Lançado como Bethany Joy          |

### Singles
| Ano  | Título                                                    | Album                                                                      | Notas                                           |
| ---- | --------------------------------------------------------- | -------------------------------------------------------------------------- | ----------------------------------------------- |
| 1992 | "God has a Plan for My Life"                              | Psalty's Salvation Celebration                                             | Trilha Sonora                                   |
| 2000 | "All Along"                                               | Trilha sonora do filme “End of August”                                     | Apresentando Danny "The Farrow" Anniello        |
| 2002 | "Ebony and Ivory" (originalmente por Paul McCartney)      | Trilha Sonora de Undercover Brother                                        | Também com a voz de Denise Richards             |
| 2005 | "When the Stars Go Blue" (originalmente por Ryan Adams)   | One Tree Hill Soundtrack Volume 1                                          | Dueto com Tyler Hilton                          |
| 2006 | "Halo"                                                    | Friends with Benefit: Música da Série de Televisão One Tree Hill, Volume 2 | Composta por Kara Dioguardi & Matthew Gerrard   |
| 2007 | - "Something Familiar" - "The Long Way" - "Get Your Love" | Trilha Sonora de Ten Inch Hero                                             |                                                 |
| 2008 | "Feel This"                                               | Feel This – Single                                                         | Apresentando Enation                            |
| 2008 | "I Want Something That I Want"                            | The One Tree Hill Sessions                                                 | Apresentando Grace Potter                       |
| 2009 | "Quicksand"                                               | B Tracks: Vol. 1 – Single                                                  | Lançada por Everly                              |
| 2009 | "Maybe"                                                   | B Tracks: Vol. 2 – Single                                                  | Lançada por Everly                              |
| 2013 | "Please"                                                  | Please – Single                                                            | Lançada por Bette Apresentando Bethany Joy Lenz |
| 2014 | "Calamity Jane"                                           | Calamity Jane – Single                                                     | Título Provisório "Wicked Calamity Jane"        |
| 2017 | "(They Long To Be) Close To You"                          | Po (Original Motion Picture Soundtrack)                                    |                                                 |
| 2017 | "How About You"                                           | How About You (Do filme "Snowed Inn Christmas") – Single                   | Deuto com Andrew Walker                         |